# Amerikaanse PGA Tour 2006
De Amerikaanse PGA Tour had in 2006 de volgende golftoernooien:
| Datum         | Toernooi                                   | Staat               | Winnaar          |
| ------------- | ------------------------------------------ | ------------------- | ---------------- |
| 02-01 / 08-01 | Mercedes Championships 2006                | Hawaï               | Stuart Appleby   |
| 09-01 / 15-01 | Sony Open in Hawaii 2006                   | Hawaï               | David Toms       |
| 16-01 / 22-01 | Bob Hope Chrysler Classic 2006             | Californië          | Chad Campbell    |
| 23-01 / 29-01 | Buick Invitational 2006                    | Californië          | Tiger Woods      |
| 30-01 / 05-02 | FBR Open 2006                              | Arizona             | J.B. Holmes      |
| 06-02 / 12-02 | AT&T Pebble Beach National Pro-Am 2006     | Californië          | Arron Oberholser |
| 13-02 / 19-02 | Nissan Open 2006                           | Californië          | Rory Sabbatini   |
| 20-02 / 26-02 | WGC-Accenture Match Play Championship 2006 | Californië          | Geoff Ogilvy     |
| 20-02 / 26-02 | Chrysler Classic of Tucson 2006            | Arizona             | Kirk Triplett    |
| 27-02 / 05-03 | Ford Championship at Doral 2006            | Florida             | Tiger Woods      |
| 06-03 / 12-03 | The Honda Classic 2006                     | Florida             | Luke Donald      |
| 13-03 / 19-03 | Bay Hill Invitational 2006                 | Florida             | Rod Pampling     |
| 20-03 / 26-03 | The Players Championship 2006              | Florida             | - Stephen Ames   |
| 27-03 / 02-04 | BellSouth Classic 2006                     | Georgia             | Phil Mickelson   |
| 03-04 / 09-04 | Masters Tournament                         | Georgia             | Phil Mickelson   |
| 10-04 / 16-04 | MCI Heritage 2006                          | South Carolina      | Aaron Baddeley   |
| 17-04 / 23-04 | Shell Houston Open 2006                    | Texas               | Stuart Appleby   |
| 24-04 / 30-04 | Zurich Classic of New Orleans 2006         | Louisiana           | Chris Couch      |
| 01-05 / 07-05 | Wachovia Championship 2006                 | North Carolina      | Jim Furyk        |
| 08-05 / 14-05 | EDS Byron Nelson Championship 2006         | Texas               | Brett Wetterich  |
| 15-05 / 21-05 | Bank of America Colonial 2006              | Texas               | Tim Herron       |
| 22-05 / 28-05 | FedEx St. Jude Classic 2006                | Tennessee           | Jeff Maggert     |
| 29-05 / 04-06 | The Memorial Tournament 2006               | Ohio                | Carl Pettersson  |
| 05-06 / 11-06 | Barclays Classic 2006                      | New York            | Vijay Singh      |
| 12-06 / 18-06 | U.S. Open Championship                     | New York            | Geoff Ogilvy     |
| 19-06 / 25-06 | Booz Allen Classic 2006                    | Maryland            | Ben Curtis       |
| 25-06 / 02-07 | Buick Championship 2006                    | Connecticut         | J.J. Henry       |
| 03-07 / 09-07 | Cialis Western Open 2006                   | Illinois            | Trevor Immelman  |
| 10-07 / 16-07 | John Deere Classic 2006                    | Illinois            | John Senden      |
| 17-07 / 23-07 | The Open Championship                      | Verenigd Koninkrijk | Tiger Woods      |
| 17-07 / 23-07 | B.C. Open 2006                             | New York            | John Rollins     |
| 24-07 / 30-07 | U.S. Bank Championship 2006                | Wisconsin           | Corey Pavin      |
| 31-07 / 06-08 | Buick Open 2006                            | Michigan            | Tiger Woods      |
| 07-08 / 13-08 | The International Open 2006                | Colorado            | Dean Wilson      |
| 14-08 / 20-08 | PGA Championship                           | Illinois            | Tiger Woods      |
| 21-08 / 27-08 | WGC-Bridgestone Invitational 2006          | Ohio                | Tiger Woods      |
| 21-08 / 27-08 | Reno-Tahoe Open 2006                       | Nevada              | Will MacKenzie   |
| 28-08 / 04-09 | Deutsche Bank Championship 2006            | Massachusetts       | Tiger Woods      |
| 04-09 / 10-09 | Bell Canadian Open 2006                    | Canada              | Jim Furyk        |
| 11-09 / 17-09 | 84 Lumber Classic 2006                     | Pennsylvania        | Ben Curtis       |
| 18-09 / 24-09 | Ryder Cup 2006                             | Ierland             | Europa           |
| 18-09 / 24-09 | Valero Texas Open 2006                     | Texas               | Eric Axley       |
| 25-09 / 01-10 | World Golf Championships 2006              | Engeland            | Tiger Woods      |
| 25-09 / 01-10 | Southern Farm Bureau Classic 2006          | Mississippi         | D.J. Trahan      |
| 02-10 / 08-10 | Chrysler Classic of Greensboro 2006        | Nevada              | Davis Love III   |
| 09-10 / 15-10 | Las Vegas Invitational 2006                | Nevada              | Troy Matteson    |
| 16-10 / 22-10 | FUNAI Classic 2006                         | Florida             | Joe Durant       |
| 23-10 / 29-10 | Chrysler Championship 2006                 | Florida             | K.J. Choi        |
| 30-10 / 05-11 | The Tour Championship 2006                 | Georgia             | Adam Scott       |

De Major Championships worden hierboven vet weergegeven.